# 飾磨郡
- 令制国一覧 > 山陽道 > 播磨国 > 飾磨郡
- 日本 > 近畿地方 > 兵庫県 > 飾磨郡

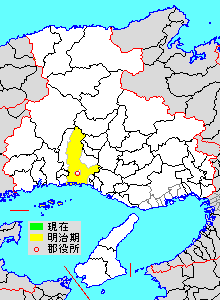
兵庫県飾磨郡の位置

飾磨郡（しかまぐん）は、かつて兵庫県（播磨国）に存在した郡。

## 郡域
1896年（明治29年）に行政区画として発足した当時の郡域は、下記の区域にあたる。
- 姫路市の大部分（中心部[1]、砥堀、仁豊野、網干区各町、大津区各町、勝原区各町、余部区各町、太市中、相野、西脇、石倉、別所町各町、船津町、山田町各町、豊富町各町、的形町各町、大塩町各町、林田町各町、香寺町各町、安富町各町を除く）

## 歴史

### 飾磨郡（第1次）
鎌倉時代後期頃には飾東郡と飾西郡に分割されていたようである。

### 飾磨郡（第2次）
- 明治29年（1896年）

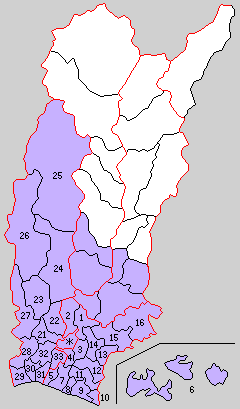
1.水上村 2.城北村 3.市殿村 4.国衙村 5.飾磨町 6.家島村 7.高浜村・下中島村 8.妻鹿村 9.白浜村 10.八木村 11.糸引村 12.四郷村 13.御国野村 14.花田村 15.谷外村 16.谷内村 21.高岡村 22.安室村 23.曽左村 24.置塩村 25.鹿谷村 26.菅野村 27.余部村 28.八幡村 29.広村 30.英賀保村 31.津田村 32.荒川村 33.手柄村（紫：姫路市 ＊は発足時の姫路市）

  - 4月1日 - 郡制の施行のため、飾東郡・飾西郡の区域をもって発足。郡役所が姫路市に設置。全域が現・姫路市。（1町29村）
    - 旧・飾東郡（1町16村） - 水上村、城北村、市殿村、国衙村、飾磨町、家島村、高浜村、下中島村、妻鹿村、白浜村、八木村、糸引村、四郷村、御国野村、花田村、谷外村、谷内村
    - 旧・飾西郡（13村） - 高岡村、安室村、曽左村、置塩村、鹿谷村、菅野村、余部村、八幡村、広村、英賀保村、津田村、荒川村、手柄村

  - 7月1日 - 郡制を施行。
- 明治45年（1912年）4月1日（1町28村）
  - 国衙村の一部（北条・豊沢の各一部）・市殿村の一部（神屋・国府寺および市之郷の一部）が姫路市に編入。
  - 国衙村の残部（庄田・南条および北条・豊沢の各残部）・市殿村の残部（阿保および市之郷の残部）が合併して城南村が発足。
- 大正8年（1919年）4月1日 - 下中島村が飾磨町に編入。（1町27村）
- 大正12年（1923年）4月1日 - 郡会が廃止。郡役所は存続。
- 大正14年（1925年）4月1日 - 城北村が姫路市に編入。（1町26村）
- 大正15年（1926年）7月1日 - 郡役所が廃止。以降は地域区分名称となる。
- 昭和2年（1927年）11月1日 - 妻鹿村が町制施行して妻鹿町となる。（2町25村）
- 昭和3年（1928年）11月10日 - 家島村が町制施行して家島町となる。（3町24村）
- 昭和8年（1933年）4月1日（3町22村）
  - 水上村が姫路市に編入。
  - 津田村が飾磨町に編入。
- 昭和10年（1935年）10月1日 - 城南村・高岡村が姫路市に編入。（3町20村）
- 昭和11年（1936年）
  - 1月11日 - 白浜村が町制施行し白浜町となる。（4町19村）
  - 4月1日（4町14村）
    - 安室村・荒川村・手柄村が姫路市に編入。
    - 高浜村・英賀保村が飾磨町に編入。
- 昭和13年（1938年）4月1日 - 妻鹿町が飾磨町に編入。（3町14村）
- 昭和15年（1940年）2月11日 - 飾磨町が市制施行して飾磨市となり、郡より離脱。（2町14村）
- 昭和16年（1941年）4月1日 - 八幡村が広村に編入、広村が即日町制施行・改称して広畑町となる[2]。 （3町12村）
- 昭和21年（1946年）3月1日 - 白浜町・広畑町が姫路市・飾磨市・揖保郡網干町・大津村・勝原村・余部村と合併し、改めて姫路市が発足、郡より離脱。（1町12村）
- 昭和29年（1954年）
  - 7月1日 - 八木村・糸引村・曽左村・余部村が姫路市に編入。（1町8村）
  - 8月1日 - 谷外村・谷内村が合併して飾東村が発足。（1町7村）
- 昭和30年（1955年）7月1日 - 置塩村・鹿谷村・菅野村が合併して夢前町が発足。（2町4村）
- 昭和32年（1957年）10月1日 - 四郷村・御国野村・花田村が姫路市に編入。（2町1村）
- 昭和33年（1958年）1月1日 - 飾東村が姫路市に編入。（2町）
- 平成18年（2006年）3月27日 - 家島町・夢前町が姫路市に編入。同日飾磨郡消滅。

### 変遷表
| 明治22年 以前 | 旧郡   | 明治29年4月1日 | 明治29年 - 昭和5年          | 昭和6年 - 昭和19年           | 昭和6年 - 昭和19年           | 昭和20年 - 昭和29年         | 昭和30年 - 昭和63年          | 平成1年 - 現在               | 現在   |
| ------------- | ------ | -------------- | --------------------------- | ---------------------------- | ---------------------------- | --------------------------- | ---------------------------- | ---------------------------- | ------ |
|               |        | 姫路市         | 姫路市                      | 姫路市                       | 姫路市                       | 昭和21年3月1日 姫路市       | 姫路市                       | 姫路市                       | 姫路市 |
|               | 飾東郡 | 城北村         | 大正14年4月1日 姫路市に編入 | 姫路市                       | 姫路市                       | 昭和21年3月1日 姫路市       | 姫路市                       | 姫路市                       | 姫路市 |
|               | 飾東郡 | 水上村         | 水上村                      | 昭和8年4月1日 姫路市に編入   | 昭和8年4月1日 姫路市に編入   | 昭和21年3月1日 姫路市       | 姫路市                       | 姫路市                       | 姫路市 |
|               | 飾東郡 | 國衙村         | 明治45年4月1日 城南村       | 昭和10年10月1日 姫路市に編入 | 昭和10年10月1日 姫路市に編入 | 昭和21年3月1日 姫路市       | 姫路市                       | 姫路市                       | 姫路市 |
|               | 飾東郡 | 市殿村         | 明治45年4月1日 城南村       | 昭和10年10月1日 姫路市に編入 | 昭和10年10月1日 姫路市に編入 | 昭和21年3月1日 姫路市       | 姫路市                       | 姫路市                       | 姫路市 |
|               | 飾西郡 | 高岡村         | 高岡村                      | 昭和10年10月1日 姫路市に編入 | 昭和10年10月1日 姫路市に編入 | 昭和21年3月1日 姫路市       | 姫路市                       | 姫路市                       | 姫路市 |
|               | 飾西郡 | 安室村         | 安室村                      | 昭和11年4月1日 姫路市に編入  | 昭和11年4月1日 姫路市に編入  | 昭和21年3月1日 姫路市       | 姫路市                       | 姫路市                       | 姫路市 |
|               | 飾西郡 | 荒川村         | 荒川村                      | 昭和11年4月1日 姫路市に編入  | 昭和11年4月1日 姫路市に編入  | 昭和21年3月1日 姫路市       | 姫路市                       | 姫路市                       | 姫路市 |
|               | 飾西郡 | 手柄村         | 手柄村                      | 昭和11年4月1日 姫路市に編入  | 昭和11年4月1日 姫路市に編入  | 昭和21年3月1日 姫路市       | 姫路市                       | 姫路市                       | 姫路市 |
|               | 飾東郡 | 飾磨町         | 飾磨町                      | 飾磨町                       | 昭和15年2月11日 市制 飾磨市  | 昭和21年3月1日 姫路市       | 姫路市                       | 姫路市                       | 姫路市 |
|               | 飾東郡 | 下中島村       | 大正8年4月1日 飾磨町に編入  | 飾磨町                       | 昭和15年2月11日 市制 飾磨市  | 昭和21年3月1日 姫路市       | 姫路市                       | 姫路市                       | 姫路市 |
|               | 飾西郡 | 津田村         | 津田村                      | 昭和8年4月1日 飾磨町に編入   | 昭和15年2月11日 市制 飾磨市  | 昭和21年3月1日 姫路市       | 姫路市                       | 姫路市                       | 姫路市 |
|               | 飾西郡 | 英賀保村       | 英賀保村                    | 昭和11年4月1日 飾磨町に編入  | 昭和15年2月11日 市制 飾磨市  | 昭和21年3月1日 姫路市       | 姫路市                       | 姫路市                       | 姫路市 |
|               | 飾東郡 | 高浜村         | 高浜村                      | 昭和11年4月1日 飾磨町に編入  | 昭和15年2月11日 市制 飾磨市  | 昭和21年3月1日 姫路市       | 姫路市                       | 姫路市                       | 姫路市 |
|               | 飾東郡 | 妻鹿村         | 昭和2年11月1日 町制 妻鹿町  | 昭和13年4月1日 飾磨町に編入  | 昭和15年2月11日 市制 飾磨市  | 昭和21年3月1日 姫路市       | 姫路市                       | 姫路市                       | 姫路市 |
|               | 飾東郡 | 白浜村         | 白浜村                      | 昭和11年1月11日 町制 白浜町  | 昭和11年1月11日 町制 白浜町  | 昭和21年3月1日 姫路市       | 姫路市                       | 姫路市                       | 姫路市 |
|               | 飾西郡 | 広村           | 広村                        | 昭和16年4月1日 広畑町        | 昭和16年4月1日 広畑町        | 昭和21年3月1日 姫路市       | 姫路市                       | 姫路市                       | 姫路市 |
|               | 飾西郡 | 八幡村         | 八幡村                      | 昭和16年4月1日 広畑町        | 昭和16年4月1日 広畑町        | 昭和21年3月1日 姫路市       | 姫路市                       | 姫路市                       | 姫路市 |
|               | 飾西郡 | 余部村         | 余部村                      | 余部村                       | 余部村                       | 昭和29年7月1日 姫路市に編入 | 姫路市                       | 姫路市                       | 姫路市 |
|               | 飾西郡 | 曽左村         | 曽左村                      | 曽左村                       | 曽左村                       | 昭和29年7月1日 姫路市に編入 | 姫路市                       | 姫路市                       | 姫路市 |
|               | 飾東郡 | 八木村         | 八木村                      | 八木村                       | 八木村                       | 昭和29年7月1日 姫路市に編入 | 姫路市                       | 姫路市                       | 姫路市 |
|               | 飾東郡 | 糸引村         | 糸引村                      | 糸引村                       | 糸引村                       | 昭和29年7月1日 姫路市に編入 | 姫路市                       | 姫路市                       | 姫路市 |
|               | 飾東郡 | 四郷村         | 四郷村                      | 四郷村                       | 四郷村                       | 四郷村                      | 昭和32年10月1日 姫路市に編入 | 姫路市                       | 姫路市 |
|               | 飾東郡 | 花田村         | 花田村                      | 花田村                       | 花田村                       | 花田村                      | 昭和32年10月1日 姫路市に編入 | 姫路市                       | 姫路市 |
|               | 飾東郡 | 御国野村       | 御国野村                    | 御国野村                     | 御国野村                     | 御国野村                    | 昭和32年10月1日 姫路市に編入 | 姫路市                       | 姫路市 |
|               | 飾東郡 | 谷外村         | 谷外村                      | 谷外村                       | 谷外村                       | 昭和29年8月1日 飾東村       | 昭和33年1月1日 姫路市に編入  | 姫路市                       | 姫路市 |
|               | 飾東郡 | 谷内村         | 谷内村                      | 谷内村                       | 谷内村                       | 昭和29年8月1日 飾東村       | 昭和33年1月1日 姫路市に編入  | 姫路市                       | 姫路市 |
|               | 飾東郡 | 家島村         | 昭和3年11月10日 町制 家島町 | 家島町                       | 家島町                       | 家島町                      | 家島町                       | 平成18年3月27日 姫路市に編入 | 姫路市 |
|               | 飾西郡 | 置塩村         | 置塩村                      | 置塩村                       | 置塩村                       | 置塩村                      | 昭和30年7月1日 夢前町        | 平成18年3月27日 姫路市に編入 | 姫路市 |
|               | 飾西郡 | 鹿谷村         | 鹿谷村                      | 鹿谷村                       | 鹿谷村                       | 鹿谷村                      | 昭和30年7月1日 夢前町        | 平成18年3月27日 姫路市に編入 | 姫路市 |
|               | 飾西郡 | 菅野村         | 菅野村                      | 菅野村                       | 菅野村                       | 菅野村                      | 昭和30年7月1日 夢前町        | 平成18年3月27日 姫路市に編入 | 姫路市 |